# 봄바디어 에어로스페이스

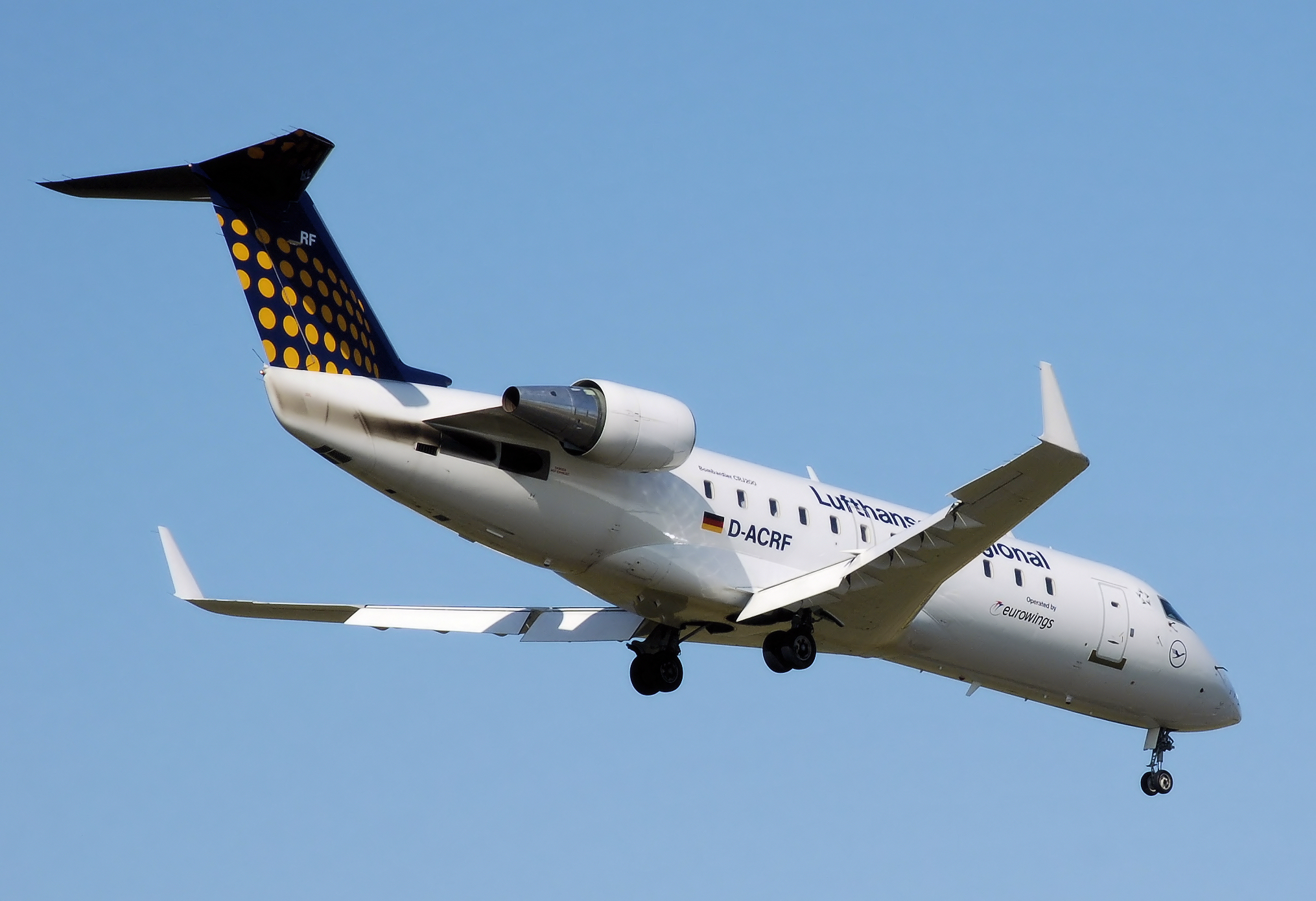
루프트한자의 봄바디어 CRJ200

봄바디어 에어로스페이스(영어: Bombardier Aerospace, 프랑스어: Bombardier Aéronautique 봉바르디에 아에로노티크[*])는 캐나다의 항공기 제조업체이다. 주로 중소형 항공기, 비즈니스 제트 등을 생산한다. 그러나 2020년 CS시리즈는 에어버스로, CRJ시리즈는 미츠비시로 인수됐다.
포춘지의 세계 500대 기업에도 선정되었다.
캐나다 퀘벡주 몬트리올에 본부가 있다.

## 역사
1986년, 당시 캐나다 정부 소속이던 Canadair를 인수함으로써 봄바디어의 항공 부분이 시작되었다. 당시 Canadair는 큰 적자에 허덕이고 있었다. 봄바디어는 Canadair 인수 이후 불과 수 년 사이에 de Havilland Aircraft of Canada (당시 보잉의 자회사였음), Short Brothers, Learjet 등을 연속적으로 인수하였다.

## 제작 기종

#### 비즈니스 제트
- 봄바디어 리어젯 40 XR : 2-7인승
- 봄바디어 리어젯 45 XR : 2-9인승
- 봄바디어 리어젯 60 XR : 8-10인승
- 봄바디어 리어젯 85 : 8-10인승
- 봄바디어 챌린저 300 : 8-16인승
- 봄바디어 챌린저 600 : 2-19인승
- 봄바디어 챌린저 605 : 5-12인승
- 봄바디어 챌린저 850 : 5-19인승
- Challenger 650
- 봄바디어 글로벌 5000 : 8-18인승
- Bombardier Global 7500, 8000
- 봄바디어 글로벌 익스프레스 XRS : 8-19인승

#### Canadair Regional Jet
- CRJ100 : 50인승급
- CRJ200 : 50인승급
- CRJ440 : 44인승
- CRJ700 : 64-75인승
- CRJ900 : 86-90인승
- CRJ1000 : 100인승급
- 봄바디어 CS100 : 100-125인승 (2013년에 운행 예상) 2018년 7월 에어버스 A220-100 변경
- 봄바디어 CS300 : 120-145인승 (2012년에 운행 예상) 2018년 7월 에어버스 A220-300 변경

#### 터보프롭
원래 de Havilland Canada가 생산하던 de Havilland Canada Dash 8을 봄바디어가 Q 시리즈로 명명하여 생산하고 있다.
- Q100 : 33-37인승
- Q200 : 33-37인승
- Q300 : 48-50인승
- Q400 : 68-78인승

## 같이 보기
- 봄바디어
- 항공기 제조업체 목록